# 谷口宗一
谷口宗一（たにぐち そういち、1971年8月29日 – ）は、日本のシンガーソングライター、写真家。栃木県大田原市出身。血液型はA型。バンドBAKUやSHURIKENのボーカルで活動後、ソロとしてアコースティックライブを中心に江古田マーキーで定期的に活動。

## 来歴
- 1989年、作新学院高等部[1]3年の時にバンド結成（後のBAKU）。
- 1990年6月1日、車谷浩司、加藤英幸とバンド・BAKUでメジャーデビュー、ボーカルを担当。当時は通称をそーきちと名乗っていた。
- 1992年[1]8月31日、BAKU解散。
- 1993年、ソロデビュー（シングル9枚・アルバム6枚リリース）[1]。
- 1994年1月4日、日本武道館でソロライブを行う。
- 1995年、キャイ〜ンとユニット「3LDK」を結成し、マキシシングルをリリース。
- 1996年、軌保博光と、TEAM-Bとして映画製作を行う。ソロ活動休止・単身渡英。
- 1997年、田口智治（key）と4人バンド「mustard」結成、後に「The Trip White Hornet」に改名。
- 1998年、学研の養育月刊誌「よいこのがくしゅう」に楽曲提供[1]。
- 2002年、バンド・The Trip White Hornetを活動休止し、ソロ活動を再開[1]。バンド・手裏剣謹製を結成、後にSHURIKENに改名し、谷口は「FUZZ」という名前で活動。マキシシングル3枚・ミニアルバム2枚・アルバム2枚リリース[1]。
- 2007年[1]11月4日、SHURIKEN解散。
- 2008年10月20日、谷口宗一写真展「Image Circle/F3[1]」が南青山で開催。
- 2009年1月13日、中国新聞連載「ネコの達人[1]」に写真提供。

## ディスコグラフィー

### シングル
- 風吹く丘（1993年2月1日）
- 空を見上げる涙は…（1993年8月11日）
- 君だけに輝く宝石（1993年10月6日）
- もう君を呼べない（1994年2月14日）
- ありがとう（1994年11月9日）
- 風に向かって走れ（1995年5月24日）
- Beautiful Day（1996年2月7日）
- 神様への手紙（1996年5月9日）

### アルバム
- 太陽の君 三日月の僕（1993年3月1日）
- 水晶のかけら（1993年10月6日）
- 君の中で 夢の中で（1994年3月14日）
- SWEET LITTLE HEAVEN（1995年4月8日）

### ベストアルバム
- 谷口宗一作品集 GROWING UP（1993年8月25日）
- SELECTION（1995年9月27日）
- No Printing（1996年10月23日）

## 出演番組

### テレビ
- 引っ越せますか （1993、日本テレビ系列ドラマ）
- 笑っていいとも! （1993年9月2日木曜日、GAOから紹介。笑福亭笑瓶を紹介）

### ラジオ
- MBSヤングタウン月曜日 （1992年10月 - 1993年12月、毎日放送ラジオ）
- FM ROCK KIDS（1994年1月 - 1994年3月、AIR-G'）
- 谷口宗一のナイスバディ探偵団（ニッポン放送「伊集院光のOh!デカナイト」箱番組）